# Kimberly Dos Ramos
Kimberly Dos Ramos De Sousa (Caracas, 15 aprile 1992) è un'attrice, modella, ballerina e cantante venezuelana naturalizzata statunitense.

## Biografia
Nasce a Caracas, Venezuela, il 15 aprile 1992 da genitori portoghesi e ha due fratelli maggiori, Lance e Lenny, entrambi attori. Studia Economia Aziendale all'università.

### Carriera
Già da piccola comincia a interessarsi al mondo della recitazione, fino a partecipare a un casting pubblicitario una volta cresciuta. Comincia così la sua carriera in alcune pubblicità per la catena televisiva venezuelana Radio Caracas Televisión, comparendo poi in diverse telenovele. Nel 2003 ottiene un ruolo secondario in La Cuaima e, due anni dopo, in Amor a Palos.
Nel 2007 è animatrice nel programma per bambini La Merienda e viene contattata per la produzione di Fanátikas, che però non viene mai realizzata; l'anno seguente interpreta Eugenia Alcoy Del Casal in La trepadora, ispirata all'opera omonima scritta da Rómulo Gallegos nel 1925. Prosegue per due mesi come animatrice al programma Loco vídeo loco e dal 17 agosto al 2 settembre 2009 presenta American Model Venezuela. Alla fine dell'anno torna a recitare in Que el cielo me explique come Karen Montero, le cui riprese cominciano a dicembre e che viene trasmessa nel 2010.
Nel 2011 ottiene il ruolo di Matilda Román nella telenovela del canale latinoamericano Nickelodeon Grachi, della serie canta anche alcune canzoni della colonna sonora e partecipa nel 2012 al musical itinerante Grachi - El show en vivo. Lo stesso anno ottiene il ruolo da protagonista della telenovela di Telemundo El rostro de la venganza, che la porta ad abbandonare Grachi.
A novembre 2012 si annuncia la sua partecipazione alla telenovela La magia del amor, con Lance Dos Ramos, Catherine Fulop, Fernando Carrillo, Andrés Mercado e Ramiro Fumazoni; il backdoor pilot viene pubblicato in internet alla fine di gennaio 2013, presentato il 29 gennaio alla fiera mondiale di vendita e distribuzione dei programmi e delle telenovele, inizialmente vengono annunciate 120 puntate, che vengono poi ridotte a 103. Sempre a gennaio entra nel cast principale della nuova telenovela di Telemundo Marido en alquiler.

## Filmografia

### Cinema
- Los Ocho – cortometraggio (2015)

### Televisione
- Todo por tu amor – serial TV (1996)
- Destino de mujer – serial TV (1997)
- Cuando hay pasión – serial TV (1999) - non accreditata
- Hechizo de amor – serial TV (2000)
- Más que amor, frenesí – serial TV (2001)
- Las González – serial TV (2002)
- La Cuaima – serial TV (2003-2004)
- Amor a palos – serial TV (2005)
- La trepadora – serial TV (2008)
- Que el cielo me explique – serial TV (2010)
- Grachi – serial TV, 155 puntate (2011-2012)
- El rostro de la venganza – serial TV (2012-2013)
- Marido en alquiler – serial TV (2013-2014)
- Tierra de reyes – serial TV (2014-2015)
- Vino el amor – serial TV (2016)
- Por amar sin ley – serial TV (2019)
- Rubí – serie TV (2020)

## Discografia

### Colonne sonore
- 2011 – Grachi - La vida es maravillosamente mágica
- 2012 – Grachi - La vida es maravillosamente mágica Volumen 2

## Teatro
- Grachi - El show en vivo (2012)

## Premi e riconoscimenti
- 2011 - Kids' Choice Awards México
  - Candidatura - Cattivo preferito per Grachi[22]
- 2011 - Kids' Choice Awards Argentina
  - Candidatura - Cattivo preferito per Grachi[23]
- 2012 - Los Premios el Universo del Espectáculo
  - Candidatura - Miglior attuazione giovanile televisiva per Que el cielo me explique
- 2012 - Kids' Choice Awards México
  - Candidatura - Cattivo preferito per Grachi[24]
- 2012 - Kids' Choice Awards Argentina
  - Candidatura - Cattivo preferito per Grachi[25]
- 2012 - Meus Prêmios Nick
  - Candidatura - Ragazza dell'anno per Grachi
- 2012 - Twitter Awards
  - Candidatura - Miss Tweet[26]
- 2013 - Miami Life Awards
  - Vinto - Miglior attrice in una telenovela per El rostro de la venganza
- 2013 - Premios Tu Mundo
  - Candidatura - Miglior attrice di reparto per El rostro de la venganza
- 2013 - People en Español
  - Candidatura - Telenovelas — Miglior nuovo talento per Marido en alquiler
  - Candidatura - Telenovelas — Mejor actriz secundaria per Marido en alquiler
- 2013 - Special Beauty Awards
  - Vinto - Belleza de la televisión per Marido en alquiler
- 2014 - Premios Tu Mundo
  - Candidatura - Attrice giovanile preferita
- 2015 - Premios Tu Mundo
  - Vinto - Protagonista preferita per Tierra de reyes

## Doppiatrici italiane
Nelle versioni in italiano delle opere in cui ha recitato, Kimberly Dos Ramos è stata doppiata da:
- Monica Gradilone e Eleonora Reti in Grachi (dall'ep. 1x65-1x76)[27]